# Джебель-Муса
Дже́бель-Му́са (араб. جبل موسى‎, Jabal Mūsā; амазигх: Adrar Musa) — гора в Марокко, на африканской стороне Гибралтарского пролива. Располагается в нескольких километрах западнее от испанского эксклава Сеута. Высота 851 м.
Муса по-арабски означает Моисей, хотя по легенде гора была названа в честь Мусы ибн Нусайра — генерала, который командовал мусульманским вторжением на Пиренейский полуостров в 711 году.
Джебель-Муса и Гибралтарская скала, расположенная на другой стороне пролива, известны как Геркулесовы столбы, хотя некоторые южным столбом называют гору Ачо в Сеуте.